# Pollegio
Pollegio est une commune suisse du canton du Tessin, située dans le district de Léventine.
Elle est située au point de réunion des vallées d'Ambra, de Levantina, de Riviera et de Blegno.

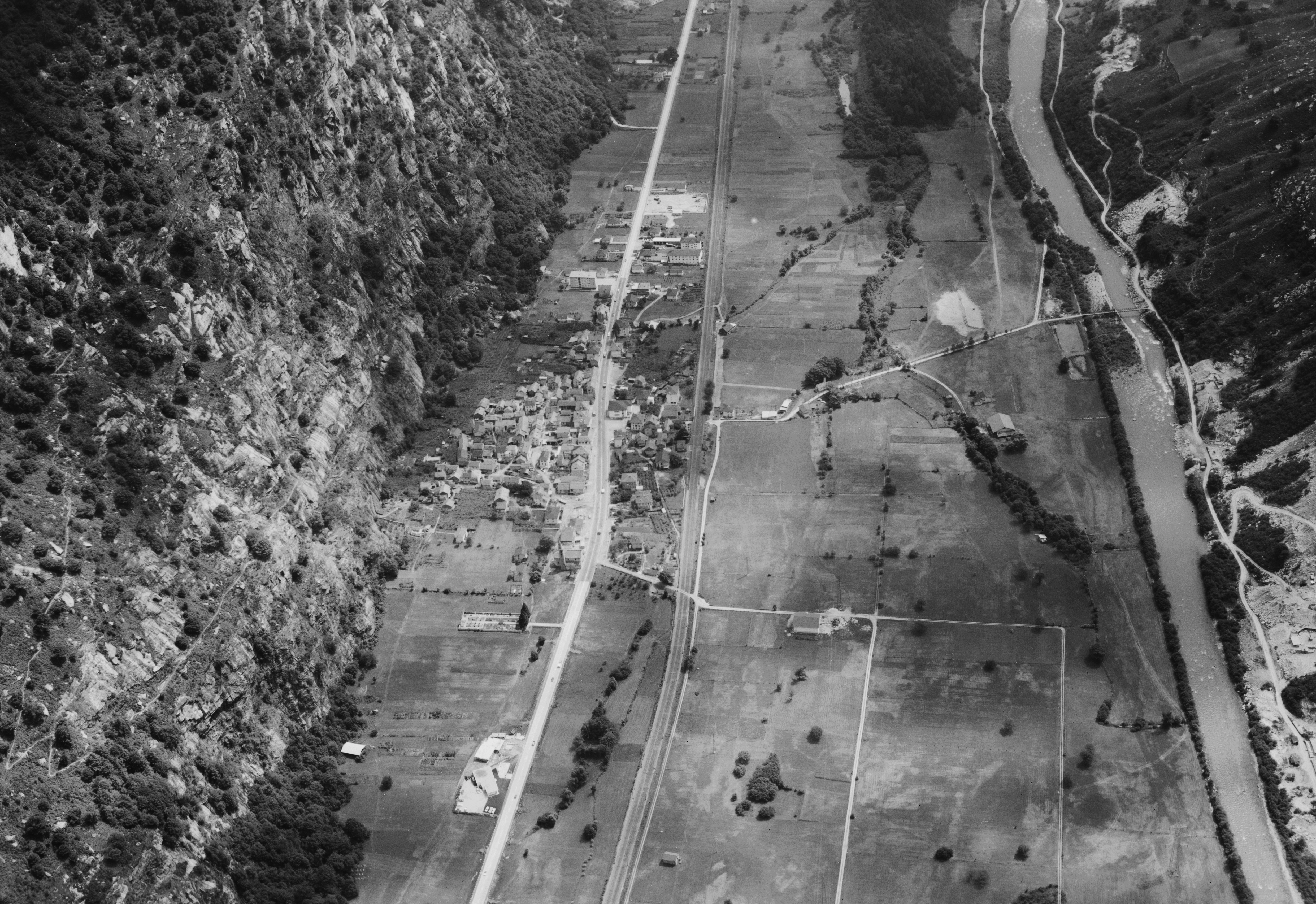
Photo aérienne (1964).